# Kumlinge flygfält
Kumlinge flygfält ligger på Gunnarholm på sydöstra Kumlinge, Åland, och har en asfalterad bana om 650 meter. Flygfältet togs i bruk 1975 samt sköts och ägs av  Ålands landskapsregering. Det landar uppskattningsvis cirka 50 privatplan årligen på flygfältet som är ensamt i sitt slag i den åländska skärgården.

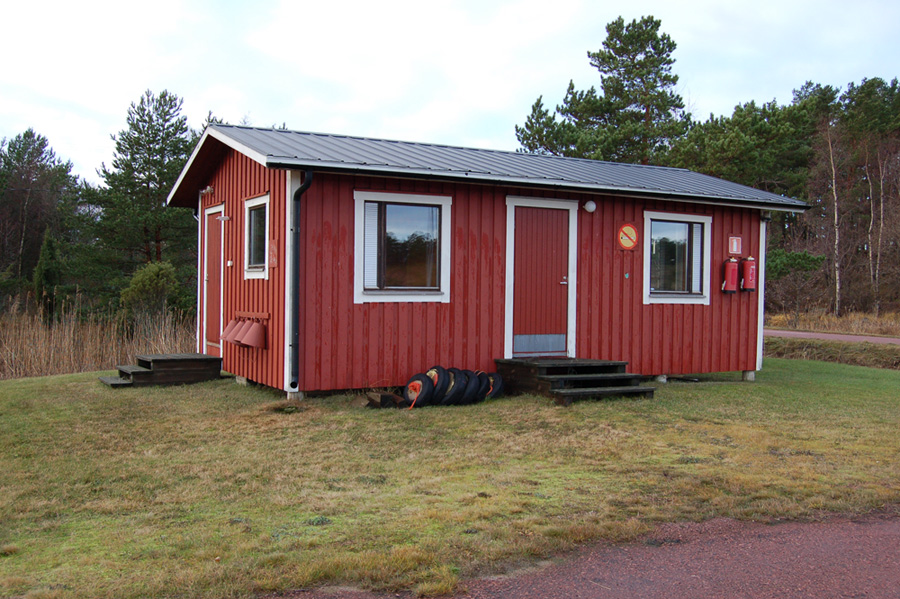
Stationsbyggnaden
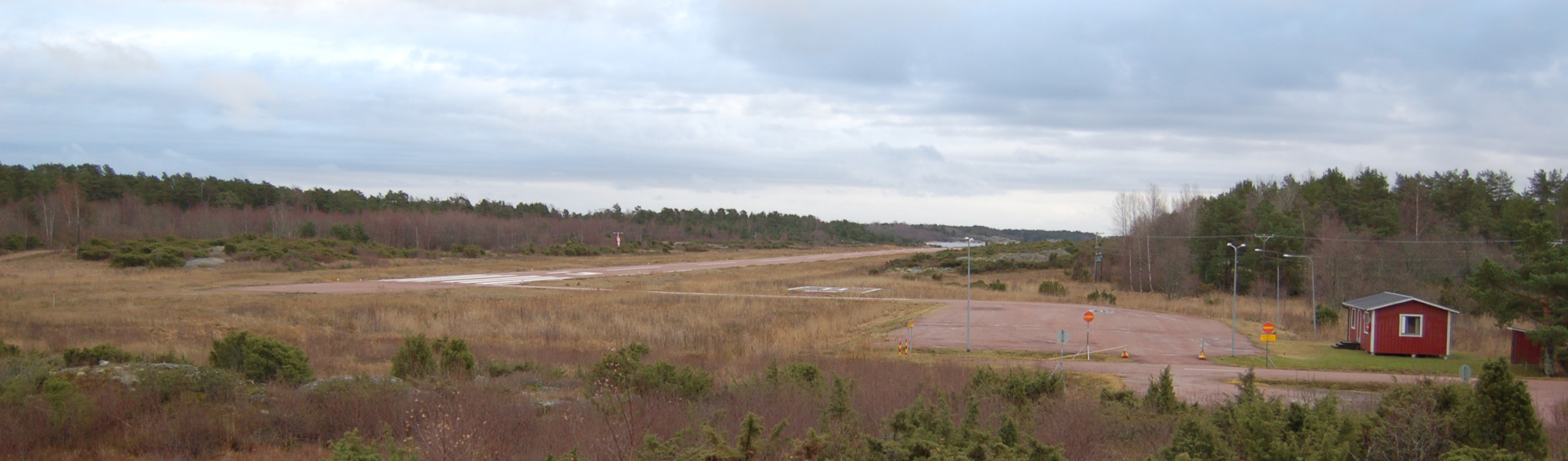
Översiktsbild